# Música de Venezuela
La música de Venezuela se caracteriza por tener una marcada influencia de elementos españoles, indígenas y africanos. El cúmulo de géneros musicales autóctonos de Venezuela, conforman uno de los repertorios más ricos del continente americano. El género más representativo del país es el joropo, que utiliza instrumentos como el cuatro, el arpa venezolana, las maracas y la bandola venezolana. Existen al menos, diez variantes del joropo, con su estilo particular, variando según la región. La gaita Zuliana, es también un género muy difundido, con gran importancia en la cultura nacional, guardando gran relación con la época decembrina.

## Música folclórica
| Música de Venezuela |               |                     |
|                     |               |                     |
| Joropo              | Gaita zuliana | Merengue venezolano |

### Gaita Venezolana
Una música muy popular en Venezuela es la Gaita zuliana. Este género, originado en el estado Zulia, es muy popular durante la época navideña. La gaita, junto al villancico, integran la representación nacional de la Navidad venezolana.
Gaita de Furro

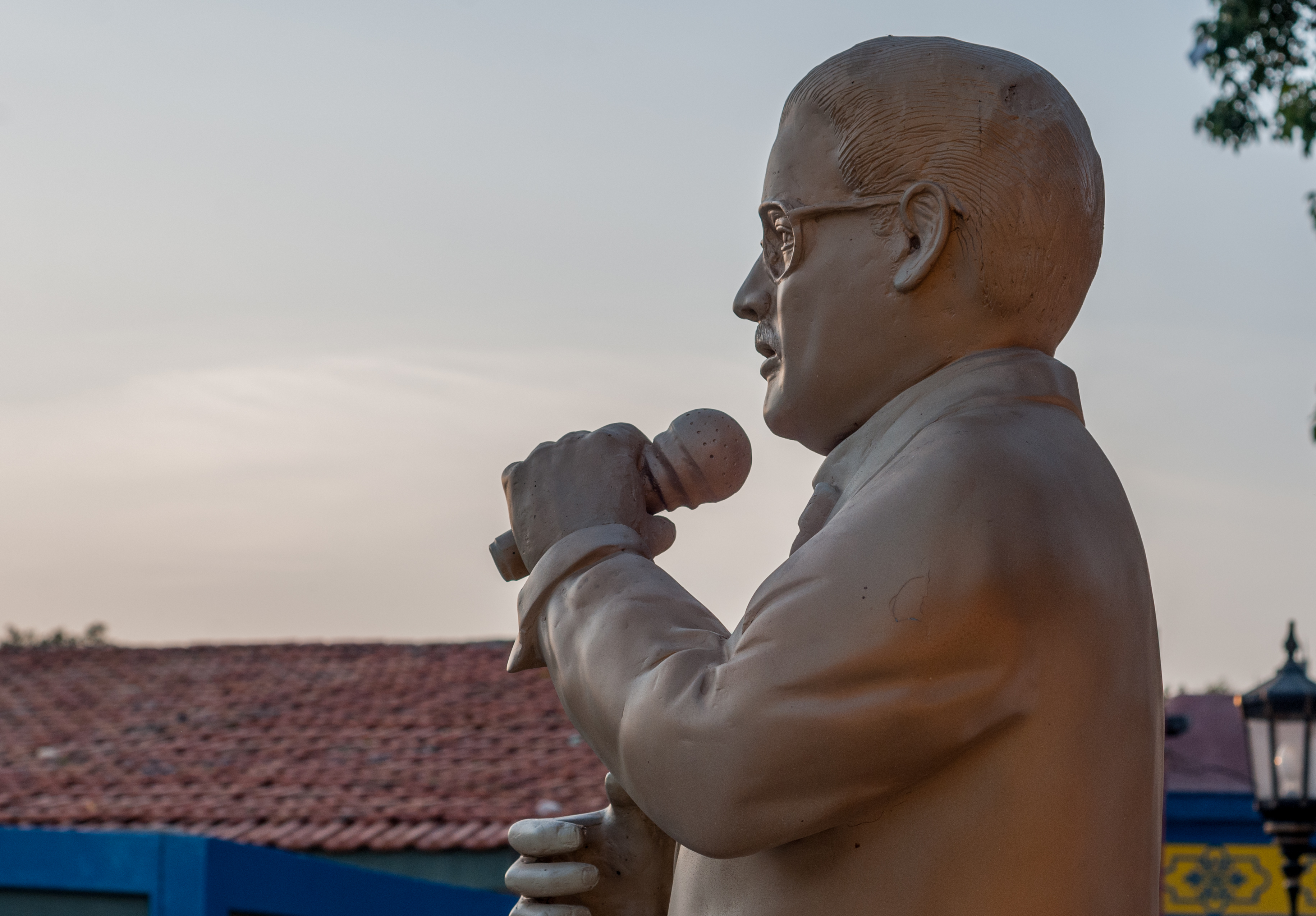
Estatua en homenaje al gaitero Ricardo Aguirre en la ciudad de Maracaibo.

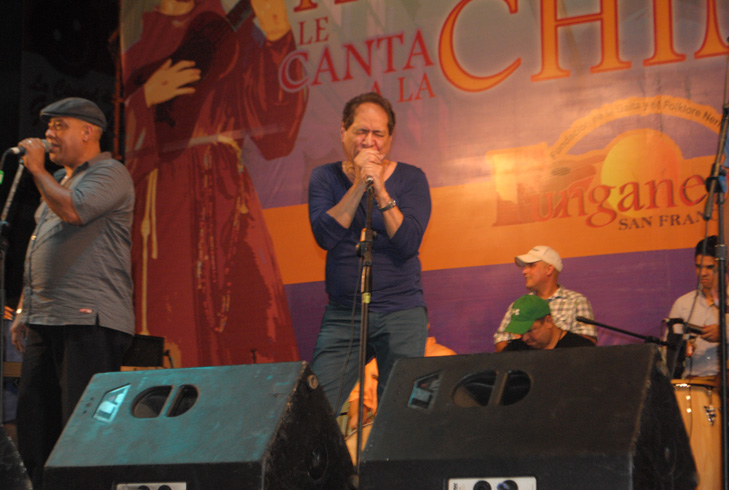
El cantautor Ricardo Portillo en el Amanecer Gaitero de 2012.

- Tiene un esquema rítmico de 6x8. Es el género musical zuliano difundido en el país. La instrumentación con la que se ha acompañado esta gaita: Cuatro, maracas, charrasca, tambora y el instrumento básico el Furro, (también conocido como Mandullo) descendiente directo de la zambomba española.

La temporada gaitera estaba comprendida entre la víspera del Día de la Chinita, el 18 de noviembre, este inicio de las gaitas se conocía como la Bajada de lo Furros y se prolongaba hasta el 2 de febrero, día de la Candelaria, en el cual tenía lugar la Subida de lo Furros, es decir se guardaban los instrumentos hasta que llegara nuevamente la fecha de inicio de la temporada.
Gaita perijanera.
Se turnan todos los asistentes con «versos espontáneos», (son estrofas de cuatro octosílabos y el coro se repite el segundo y el cuarto después de que el solista los canta), hombres y mujeres se toman de la mano y hacen círculo alrededor del grupo de músicos, el círculo avanza e incluso se rompe y se hacen diversas figuras entrecruzándose en el transcurso del baile.
Gaita a Santa Lucía
En la parte Norte de Maracaibo, en Santa Rosa de Aguas, El Moján, Sinamaica y sitios cercanos, se ha encontrado un canto al cual los habitantes de estos sitios le llaman «Gaita a Santa Lucía», y le han conocido en esa denominación a lo largo de generaciones.
Se canta en modos mayores y acompañada de cuatro, charrasca, maracas y furro, no habiéndose incluido la tambora sino hasta después de la llegada del «Chimbanguele» (del Sur del Lago) a estos sitios.
En toda la zona norte solo se ha encontrado este estribillo:
Canten muchachos con alegría
Que esta es la gaita de Santa Lucía,
Gloria demos a Santa Lucía
Los versos, son improvisados y tienen la característica de que el coro responde al revés a lo que el solista dice, por ejemplo:
Solista: Los ojitos de Lucía, parecen dos paraparas…
Coro: Parecen dos paraparas, los ojitos de Lucía…
Se canta en honor de Santa Lucía, para pagarle promesas, se confeccionan altares donde se le rinde culto con música y oraciones en un novenario comprendido entre el 12 y el 21 de diciembre, (el día de Santa Lucía es el 13), sin embargo, las gaitas se prolongan más allá de esa fecha.
Gaita de tambora
Es la evolución del canto de faena femenino; (en el pilón, en la piedra de moler, en la tabla lavando el río, frente al fogón) las esclavas eran utilizadas para el trabajo en el hogar y este canto en el trabajo, es canalizado por los valores culturales Africanos y logra florecer hasta entrado el urbanismo, quien la reduce a una actividad que se realiza una o dos veces al año.
Se caracteriza porque presenta una tambora con parche en ambos extremos, sujetos con cáñamo o mecates; y un tamborito igual al medio golpe del chimbanguele.
Tamborera
Llamada por el cronista Juan de Dios Martínez como «La 5.ª gaita», es el quinto subgénero de la gaita zuliana. Surge a principios de la década de 1970 como resultado de la fusión de la gaita de tambora y los chimbángueles de San Benito. Su creador fue el cantautor gaitero Nelson Martínez (1950-1999) (El Rey de las Tamboreras) de  con el Gran Coquivacoa, agrupación gaitera en la cual formaba filas. Su ritmo es de 2x4 y se ejecutó inicialmente con cuatro, furro, tambora, charrasca y maracas. Prontamente se le adicionaron el bajo, el piano, la guitarra eléctrica, las congas, el bongó, el cencerro y hasta metales (trompeta, trombón y saxofón) y timbales, por cuanto a finales de los 1970 y principios de los 1980 la gaita tamborera fue arropada por la influencia musical caribeña, en especial de la salsa, todo ello ejecutado por los conjuntos gaiteros. La temática es variada y no tiene una temporada especial para su ejecución.

### Joropo
Joropo Llanero

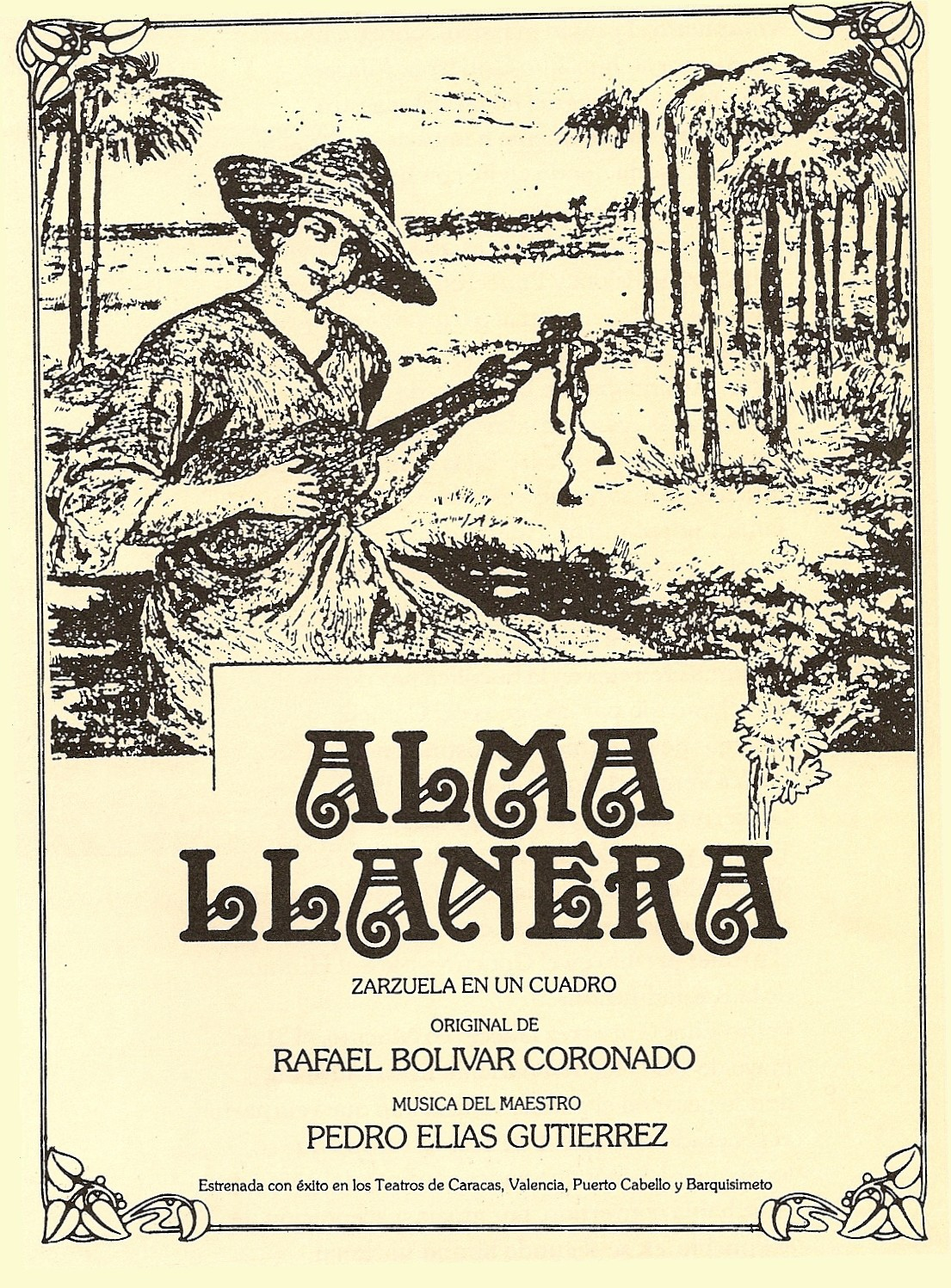
Primera edición de la zarzuela "Alma llanera", compuesta por Pedro Elías Gutiérrez con textos de Rafael Bolívar Coronado. El tema musical homónimo Alma llanera es hoy considerado como el segundo himno de Venezuela.

Manifestación musical oriunda de los estados Apure, Barinas, Cojedes, Guárico, Portuguesa también presente en la parte centro-sur de los estados Anzoátegui y Monagas. De la misma forma, el joropo llanero forma parte de la tradición folklórica de los departamentos del Meta, Arauca, Vichada y Casanare en la vecina Colombia. La palabra «joropo» viene del arábigo «xarop» que significa «jarabe» y está emparentado con los jarabes tapatíos y sones jarochos de México.
Su estilo único e inconfundible, mezclado con el sentido de lo autóctono se hace notar bastante en ese joropo, ya que, sus bailes, sus canciones, sus sonidos, recuerdan elementos característicos del mundo del llano. Por ejemplo, los lugares naturales, las leyendas, los personajes y hechos más importantes del pueblo, animales y plantas, son recordados en las letras de estas canciones junto a las faenas del trabajo campesino, como son el ordeñar la vaca, hacer el queso, enlazar el becerro, etc.
Este tipo de joropo ha sido difundido comercialmente. Es interpretado con Arpa , cuatro, maracas y bandola llanera (cuatro cuerdas).
El Joropo llanero puede ser dividido en pasaje y golpe. Mientras el pasaje es un género más lírico, el golpe es un género mucho más recio y rápido. Mientras el golpe usa temas heroicos y patrióticos, el pasaje le canta al amor y al paisaje llanero.
Entre las especies musicales se pueden citar los siguientes golpes: Pajarillo, Quirpa, Carnaval, Seis por derecho, Quitapesares, Guacharaca, Zumba que Zumba , Merecure, San Rafael. entre otros. Algunos pasajes son Fiesta en Elorza, Caballo Viejo, Traigo polvo del camino, Romance en la lejanía, La Potra Zaina, Laguna Vieja, Egoísmo entre otros.
Otro detalle usado por los cantantes de música llanera en la actualidad es la bufanda o ruana, accesorios que no forman parte de la tradición llanera de Venezuela, sobre todo en Guárico, Apure, Portuguesa y Cojedes; ya que Barinas por su cercanía con los Andes Venezolanos tienes variantes climáticas distintas a los otros estado llaneros Venezolanos. (fuente Lic. Vidal Stanly León)
Joropo Central o Joropo Tuyero
Joropo característico los estados de Aragua y Miranda, y de la zona oriental de Carabobo y norte de Guárico (Venezuela). Mientras que el joropo llanero se entona con bandola llanera, cuatro y maracas, el tuyero se entona con arpa, maracas y buche (voz). Al mismo tiempo, mientras el arpa tuyera usa cuerdas metálicas y de nailon, en el arpa del joropo llanero todas las cuerdas son de nailon. Otro punto distintivo entre el joropo tuyero y el llanero es el hecho que en el primero, el que canta es el mismo que ejecuta las maracas. La pieza más característica del folklore tuyero, «La revuelta tuyera», consta de cuatro secciones: La exposición (pasaje), el desarrollo (yaguaso y guabina), la coda instrumental (llamada «Marisela») y un final conocido como «La llamada del mono». Entre los pasajes tuyeros se encuentran «El Totumo de Guarenas» de Benito Canónico, «El ermitaño» de Mario Díaz, «Amanecer tuyero» de Cipriano Moreno y Pablo Hidalgo y «El gato enmochilado» de Fulgencio Aquino.
El nombre de "tuyero" proviene del hecho de que es representativo de la región de los Valles del Tuy en el Estado Miranda.
Joropo oriental
Joropo característico de la región nororiental de Venezuela, específicamente de los estados Sucre, Nueva Esparta y Norte de Anzoátegui y Monagas. En este particular tipo de joropo el instrumento melódico por excelencia es la mandolina o bandolín. No obstante, la bandola oriental (ocho cuerdas de Nylon), el violín, la armónica y un pequeño acordeón llamado «cuereta» también tienen un papel primordial en el folklore musical oriental. El llamado joropo con estribillo se compone de dos secciones: la primera sección o «golpe» es tradicionalmente una melodía fija en ritmo 3/4 que es repetida dos o más veces; la segunda sección o «estribillo» es una melodía improvisada sobre un ciclo armónico fijo que está a ritmo 6/8. Cabe destacar que en el joropo oriental, el cuatro y las maracas son ejecutados de una manera mucho más libre y compleja que en el resto de los joropos venezolanos. De la misma manera, la tradición musical de la región oriental de Venezuela posee otras formas aparte del joropo oriental.
Joropo guayanés
Joropo resultado de la interacción de llaneros y orientales en el estado Bolívar, específicamente en Ciudad Bolívar la antigua Angostura. Es ejecutado con bandola guayanesa (ocho cuerdas metálicas), cuatro y maracas. «El seis guayanés», «la Josa» y «el rompe luto» resaltan entre los joropos guayaneses.
Golpe tocuyano o joropo larense
Joropo oriundo de la región centro-occidental de Venezuela, mayoritariamente de los estados Lara y Yaracuy. Es interpretado por una variedad de cordófonos (cuatro, medio cinco, cinco y seis), que junto con tambora y maracas producen una sonoridad única entre los joropos venezolanos. Carota, Ñema y Tajá es el conjunto musical más prolífico en la interpretación de este género. Algunos golpes tocuyanos son Amalia Rosa, Gavilán tocuyano y Ramoncito en Cimarrona. En 2012 la banda Sin dirección se convirtió en el primer artista nacional en colocar música folclórica venezolana en un videojuego mundial con su canción “¡Ay!”, una fusión de joropo con pop rock que forma parte del popular videojuego mundial Rock Band 3 producido por Harmonix Music Systems y MTV Games para la videoconsola Xbox 360 de Microsoft, donde niños y personas de todo el mundo se divierten intentando tocar el cuatro venezolano al ritmo de un joropo larense.
Joropo andino
Joropo principalmente ejecutado en el estado Táchira y Mérida. Este tipo de Joropo tiene 2 formas básicas: El Corrido y El Galerón. Generalmente el joropo andino es más lento, más adaptado al paisaje montañés. Se toca con violín, mandolina, bandolín tachirense, guitarra, cuatro y tiple. Algunos joropos andinos son el Pato bombiao, Perra Baya, Guariconga y Molinera.

### Merengue

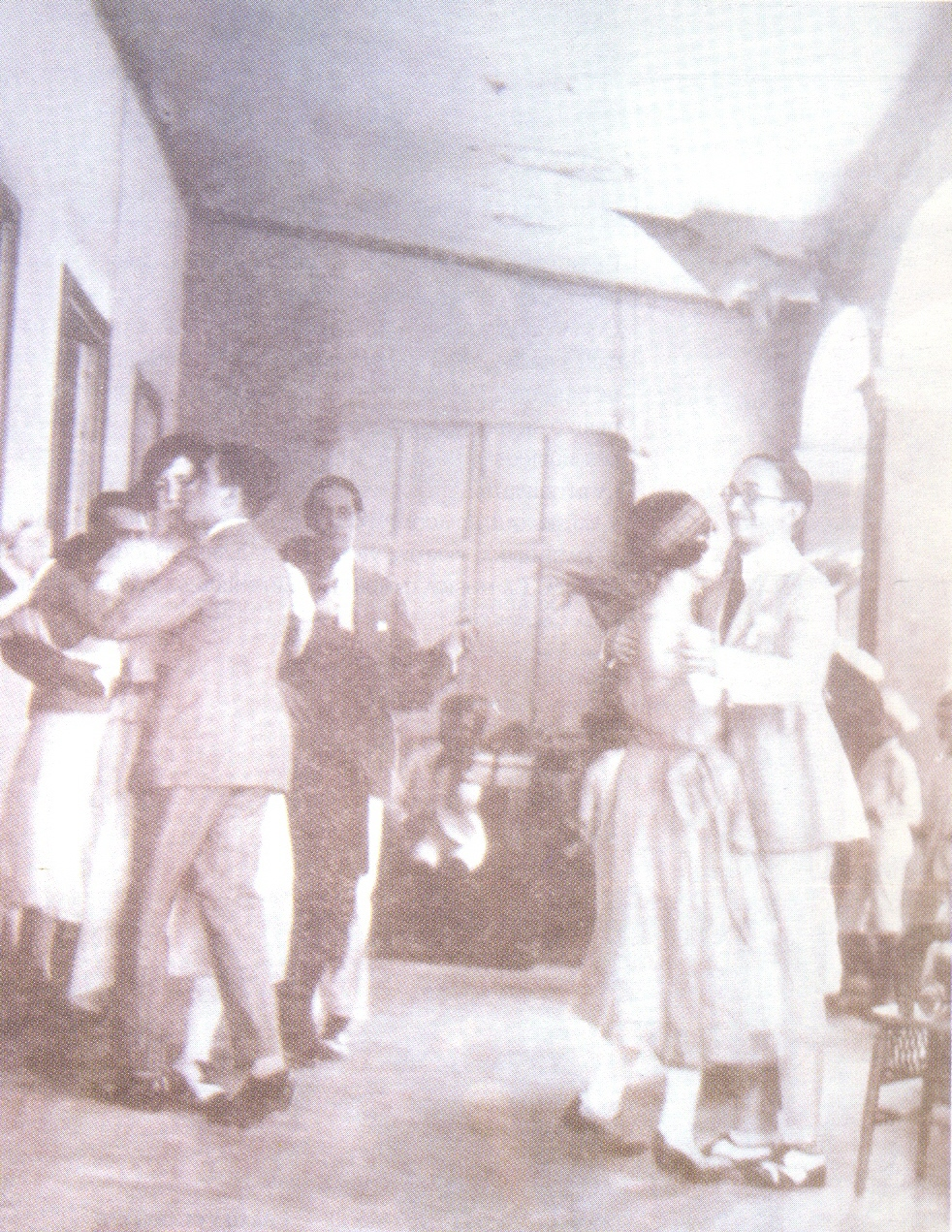
Baile de merengue venezolano en la década de 1920.

En Venezuela existe una enorme gama de merengues desprendidas, en su origen rítmico, de la simplificación de las variadas fulías negras de la costa central del país que se pueden agrupar en tres grandes grupos: el caraqueño, el oriental y el larense.
Siendo un género bailable, el merengue venezolano (y sobre todo el caraqueño) tiene letras de corte costumbrista y picaresco, algunas de ellas muy subidas de tono, que son el reflejo de las tradiciones, los personajes y las historias de la época. Cuatro instrumentos solistas conforman la orquesta que ejecuta el merengue rucaneao: trompeta, trombón, saxo y clarinete; los cuales son acompañados por el cuatro, el contrabajo, el redoblante y la charrasca de tapara. La rítmica fue variando y del reglamentario compás de 2/4, organizado en un tresillo de corcheas y dos corcheas, a fuerza de baile y sobre todo de rucaneo, se llegó al singular compás de 5/8 (5 corcheas), extraña medida que le da esa cadencia característica que lo diferencia de sus primos caribeños.
Este merengue rucaneao (cuyo nombre compuesto remite a la dulcería criolla venezolana: el primero realizado con claras de huevo y azúcar; el segundo, conocido como rúcano, una golosina gelatinosa hecha con tuétano de vaca y meladura de azúcar cuajada en forma cónica papelón) y que era considerado por los conservadores de entonces, una manifestación vulgar. Tal vez por lo acaramelado de su nombre, por la impudicia de sus letras o por la forma de bailarlo, que requería ciertos movimientos acentuados de las caderas y un acercamiento muy estrecho de la pareja. Por la razón que fuere, se prohibió tocarlo, cantarlo o bailarlo en las casas de familia y salones de baile de aquella gente respetable. 
Pero este ritmo de compás mocho, penetró el gusto de los caraqueños que habitaban en parroquias como San Juan, La Pastora o San José y fue ganando espacios más allá de los mabiles (prostíbulos donde se bailaba y se tomaba).
Esta forma musical tuvo su mayor auge entre 1920 y 1940, gracias a los «cañoneros» como eran conocidos aquellos músicos que sacaron el merengue de esos locales nocturnos y lo llevaron a las plazas y los templetes en épocas de carnaval y otras celebraciones populares, recorriendo las calles acompañados de un artefacto llamado trabuco o cañón, que no era más que un pequeño tubo de bambú relleno de carburo de calcio y agua, al que hacían detonar (de ahí el nombre) para anunciar los temas que iban a interpretar a continuación.
Finalmente, ya entrada la década de los cincuenta, los grandes salones abren sus puertas a este baile caraqueño, que llegó de la mano de la orquesta de Luis Alfonzo Larrain. El Norte es una quimera de Luis Fragachán, La pelota del Carey de Lorenzo Herrera, Carmen la que contaba dieciséis años y Préstame tu máquina de Blanco García animaron fiestas de matrimonios, quinceañeras, graduaciones y demás jolgorios capitalinos de la época, luego este estilo musical cayó en desuso. No obstante, gracias a la contribución de compositores y músicos como Carlos Bonnet, Luís Laguna, Pablo Camacaro, Cruz Felipe Iriarte, Otilio Galíndez, César del Ávila, Ismael Querales,  Hely Orsini, Cristóbal Soto, Adelys Freites, Cecilia Todd, Raquel Castaño, Lilia Vera, Jesús Sevillano, Ana Cecilia Loyo, Simón Díaz, el Quinteto Contrapunto, Ensamble Gurrufío, El Cuarteto, Gualberto Ibarreto, Los Cañoneros y Los Antaños del Stadium entre otros, el merengue venezolano ha recobrado su espacio en la escena musical venezolana bajo la métrica de 5/8.

### Vals venezolano
Aun cuando el vals es un ritmo proveniente de los grandes salones europeos de los siglos XVII y XIX, una nueva forma de valse surgió durante la primera década del siglo XIX en Venezuela, Ecuador y Colombia. Esta nueva forma de vals devino en un aceleramiento en el ritmo lo que a su vez produjo vertiginosas formas coreográficas en su baile. En Venezuela conservó el nombre de vals venezolano, adquiriendo características propias en su composición, como la ejecución del cuatro venezolano, que lo hacen único respecto a sus otras variantes de la región.
Así, el vals ha adquirido los instrumentos típicos de cada región venezolana para su ejecución. Aun cuando este género ha sido cultivado mayormente en los Andes y en la región centro-occidental de Venezuela, el vals ha tenido un papel preponderante en la música regional del centro y oriente de Venezuela. En la región andina, el violín y el bandolín son instrumentos solistas, acompañados de la guitarra, tiple y cuatro. En Lara se ejecuta con violín, mandolina, cuatro y guitarra.
La melodía, generalmente en ocho compases, es entrecortada e insinuante, rompiendo de forma atrevida con la métrica europea y jugando con los silencios y compases de forma graciosa y saltarina. Esta influencia del valse llega a los serenateros y compositores románticos, quienes divulgaron ampliamente el vals-canción.
La estructura musical característica de los valses populares consta de tres partes. Aun cuando muchos músicos firman sus composiciones con sus nombres, la mayoría han dejado sus creaciones en el anonimato.
Entre los más relevantes valses venezolanos de están, Dama Antañona (Francisco De Paula Aguirre), El Diablo Suelto (Heraclio Fernández), Conticinio (Laudelino Mejías), Brisas del Zulia (Amable Espina), Luna de Maracaibo (Lionel Belasco), Pluma y Lira (Telesforo Jaimes), Como llora una estrella (Antonio Carrillo), El Jarro Mocho (Federico Vollmer), Tres Rosas (Juancho Lucena} y los mundialmente aclamados valses de Antonio Lauro (N.º 2 "Andreina", N.º 3 "Natalia" entre otros).

### Música andina
Bambuco andino

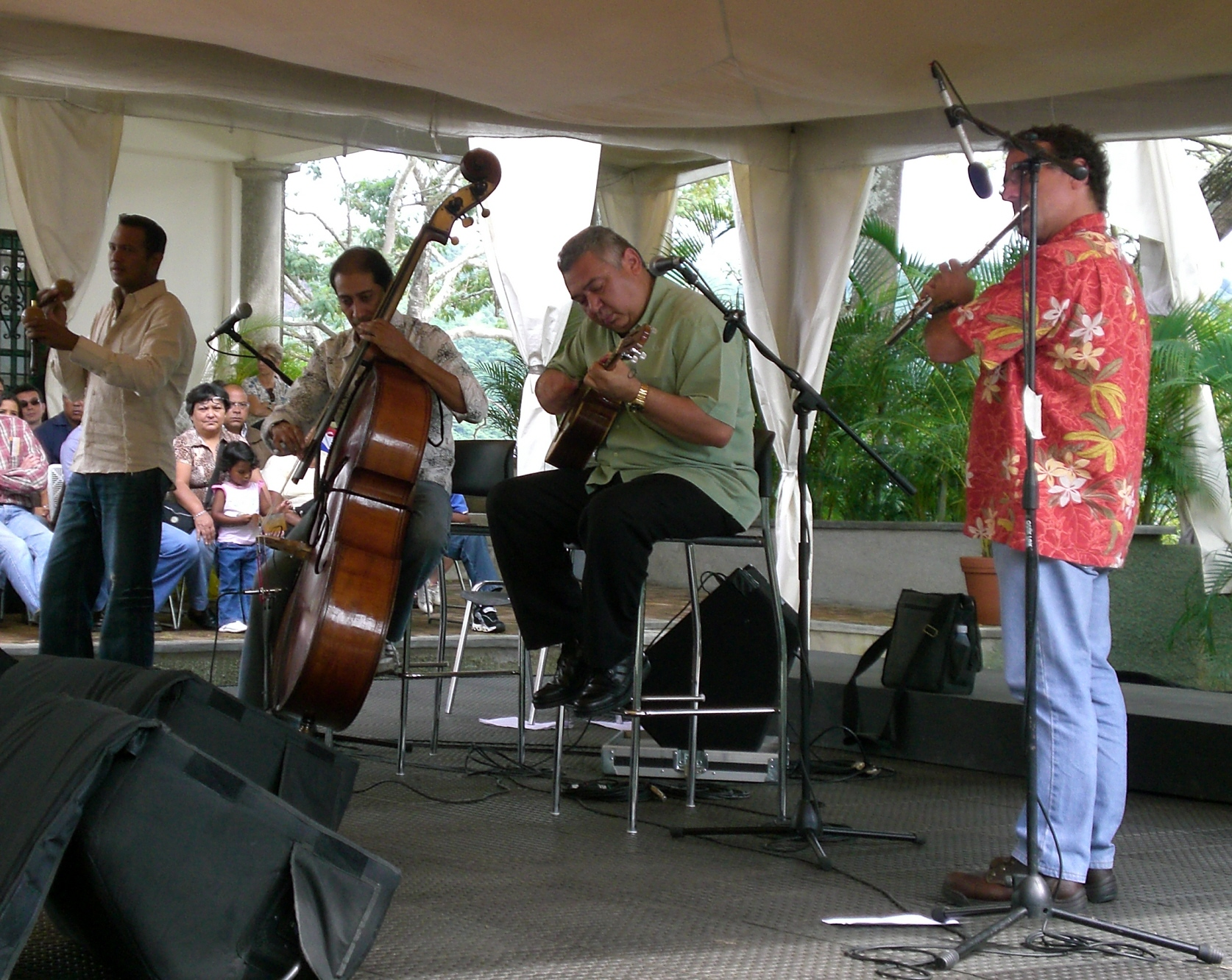
Ensamble Gurrufío. De izquierda a derecha: Juan Ernesto Laya, David Peña, Cheo Hurtado y Luis Julio Toro.

Siendo típicamente andino (estados Táchira, Mérida y Trujillo), este género musical se localiza también en los estados Zulia, Lara y Distrito Capital, encontrándose en estos últimos bajo formas de melodías románticas.
La sonoridad de la palabra «bambuco» evoca en la mente del oyente cierta cercanía con las melodías africanas. Sin embargo, la realidad es otra: el bambuco es un ritmo acompasado y cadencioso que tiene su origen en España y América. Su profunda raigambre en el territorio neogranadino hace que el bambuco trascienda las fronteras y se arraigue en el occidente venezolano, específicamente en los Andes y Zulia, donde sufre algunas modificaciones en los compases y estructura. Cabe destacar que en cada región adquiere un acento propio de la geografía y las tradiciones.
A decir de algunos musicólogos, el bambuco presenta ciertas analogías con la habanera, especialmente en los lánguidos matices del fraseo de sus versos. Sin embargo, mientras la versión cubana tiene un compás 3/4, el ritmo venezolano es 6/8 (semicorchea-corchea-semicorchea). Los especialistas recuerdan que las introducciones e interludios del bambuco emulaban instrumentalmente los tríos de boleros que colmaron la escena en el siglo XX. Su estructura musical rompe con todos los cánones, al no estar limitada a cuatro tonos cíclicos.
En cuanto al acompañamiento, en el bambuco venezolano están presentes el piano, el bajo y la guitarra, teniendo una característica especial en la región andina donde se incorporan la mandolina, el violín, el tiple, el cuatro, bandolín tachirense y la flauta. Los temas de inspiración son idílicos, nostálgicos y evocadores, con ciertos matices señoriales y hasta sublimes.
Luis Felipe Ramón y Rivera dejó una contribución musical en obras para canto como Brisas del Torbes, Lejanía, Matinal, Aires de verde montaña
Campesina

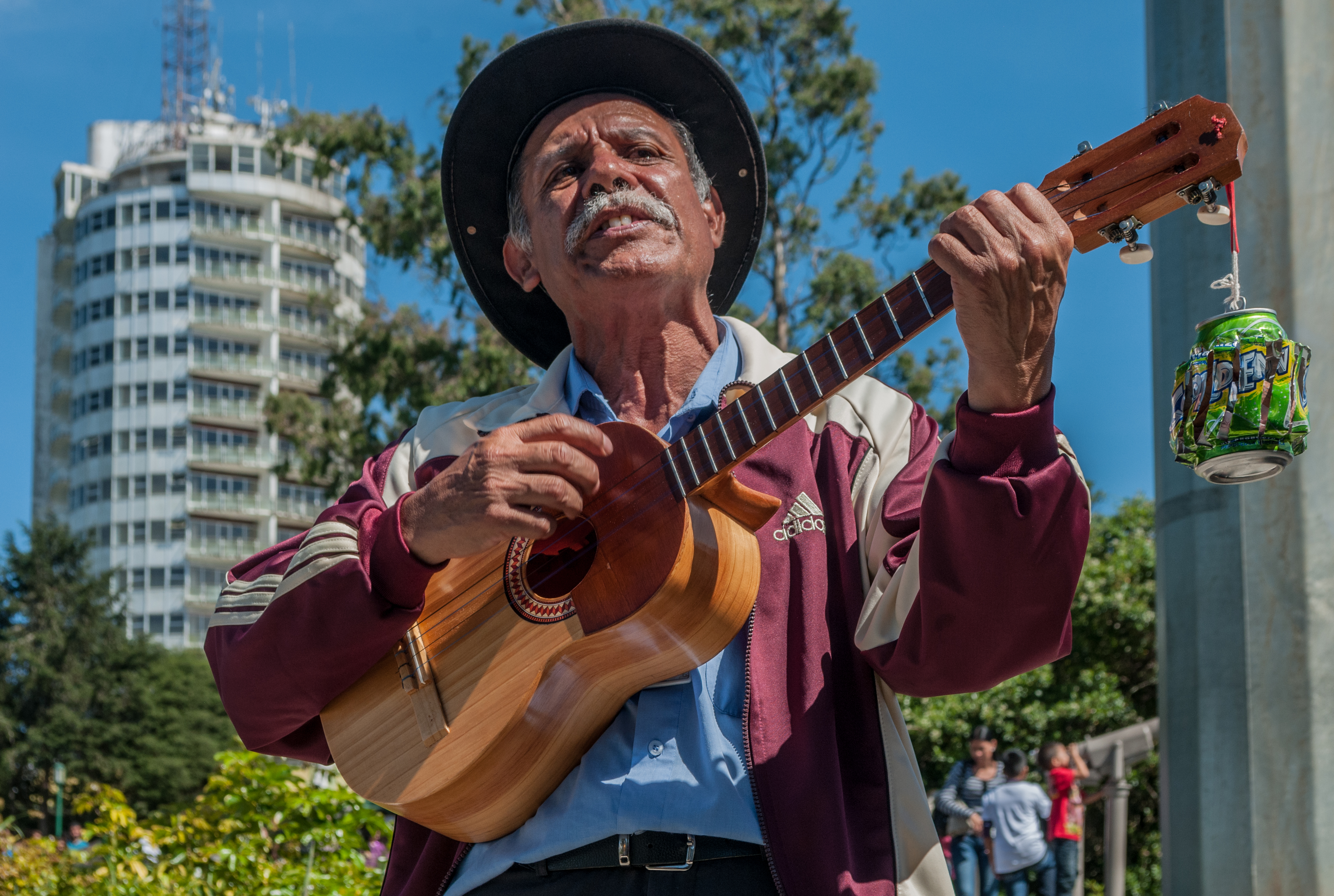
Hombre cantando, acompañado de un cuatro, en las cercanías del Hotel Humboldt, Caracas, Venezuela

La música campesina es una expresión cultural de los Andes venezolanos (Mérida, Táchira, Trujillo y parte de Barinas). Se diferencia de la música llanera en que el güiro sustituye a las maracas y la guitarra reemplaza al arpa. Tanto el cuatro como el bajo son utilizados en ambas manifestaciones. Alrededor de la década de 1970, el género se fue formando con las primeras agrupaciones y fue a través de las disqueras Divensa en Mérida, Potosí en Táchira y Tamarindo en el Vigía, que fue evolucionando y se fue dando a conocer. Hoy existe una cantidad interesante de agrupaciones representativas del género en su mayoría en el estado Mérida, la zona del Mocotíes y los pueblos del sur, aunque existen nuevas tendencias en la zona del Táchira, destacándose las agrupaciones de Pregonero, y San Cristóbal, su instrumentación consiste tradicionalmente en requinto, guitarra, violín, cuatro venezolano y güiro, algunas agrupaciones fusionan este estilo acompañándolo con percusión como congas y timbales.
Tachirense de Raíz
 El término “música tachirense de Raíz” fue implementado a partir del año 2015 por el Músico Miguel Ángel Chacón Acevedo, Director de la agrupación Los Montañeros y activista del impulso de los instrumentos Tachirenses y su música; este término se refiere principalmente a la música de finales del siglo XIX y principios del siglo XX que marcó la época de oro del bandolín tachirense.
La música tachirense de raíz se compone de varios géneros que se identifican principalmente por el círculo armónico, el ritmo y el “canto firme del bandolín”, siendo este último, la melodía característica del género.
En este sentido la podemos dividir en dos grandes grupos; los géneros que se ejecutan a ritmo de Merengue Campesino y los géneros que se ejecutan a ritmo de Joropo Andino. Entre los merengues campesinos más destacados están el pato bombiao, manzanares y bombarda mientras en el ritmo de joropo andino están la perra baya, el macayao, guariconga, molinera y guacharaca.
Una característica a resaltar es que el canto y la improvisación de versos en la ejecución de la música tachirense de raíz ya que esta se desarrolla folkloricamente de manera colectiva. Esta forma de canto colectivo se conoce como "canto acomodado", y consiste en que las personas que desean cantar se organizan alrededor de los instrumentistas, muchas veces en forma de rueda o círculo, uno a uno van cantando versos que deben comenzar con la última frase de la persona anterior, de esta manera se va creando una cadena de canto donde la improvisación juega un papel fundamental, pues los versos deben rimar y tener relación con el verso del compañero anterior.

### Calipso Guayanés o de El Callao

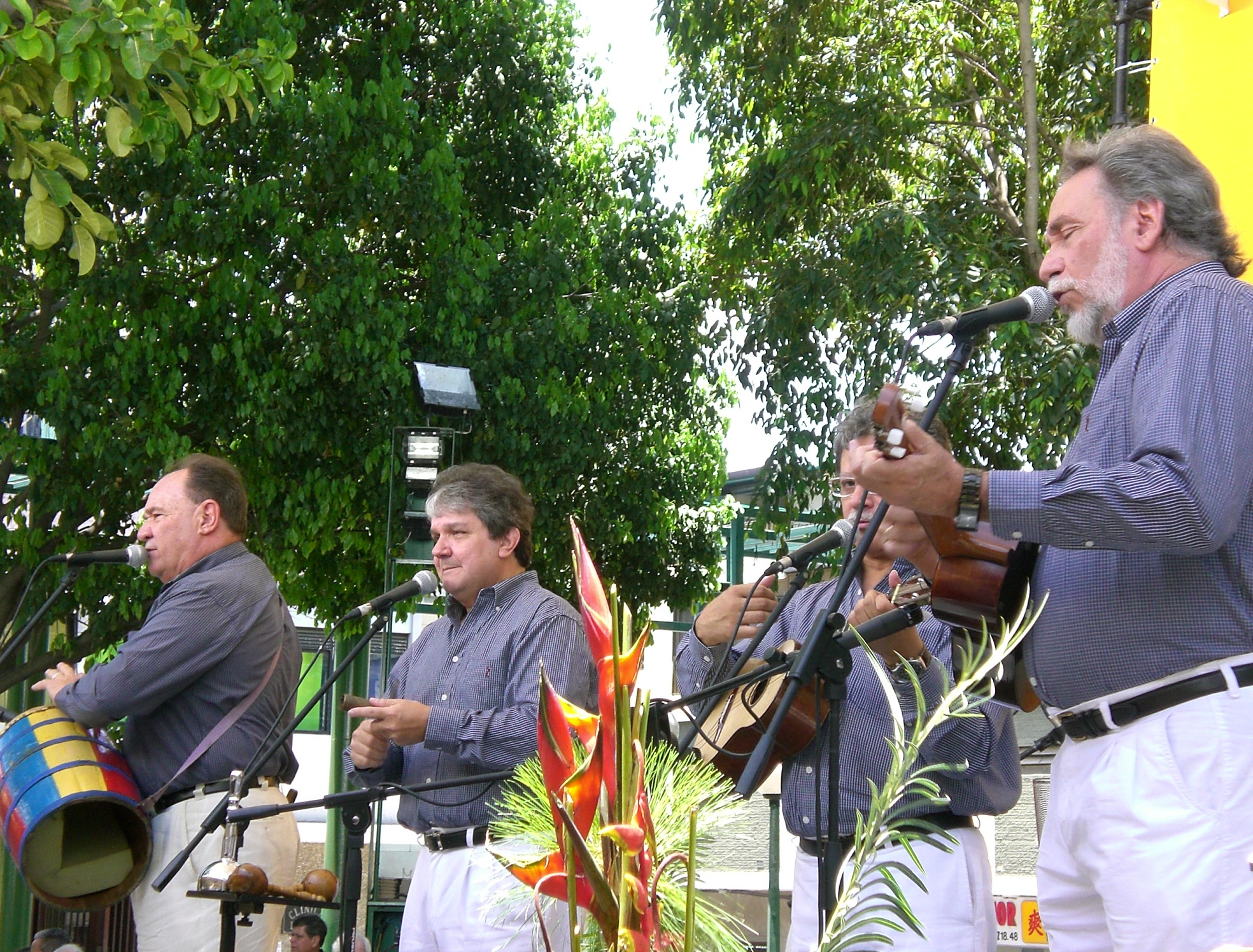
La agrupación Serenata Guayanesa

Ritmo que llegó a la Guayana Venezolana (Estado Bolívar) de la mano de inmigrantes antillanos que fueron a trabajar a las minas de oro del Callao en el siglo XIX. El calipso guayanés de El Callao, cantado tradicionalmente en inglés, se hace a partir de una batería rítmica de percusión basada en el bumbac, acompañada de charrasca, campana o cencerro y cuatro venezolano. Comúnmente se adiciona teclado, bajo eléctrico, instrumentos de viento, voces masculinas y femeninas. Woman del Callao es indiscutiblemente el calipso del Callao más reconocido dentro y fuera de Venezuela. Serenata Guayanesa junto Un Solo Pueblo y Convenezuela han sido las agrupaciones que han difundido el calipso tradicional venezolano fuera de la región del Callao en las últimas décadas.

### La Onda Nueva

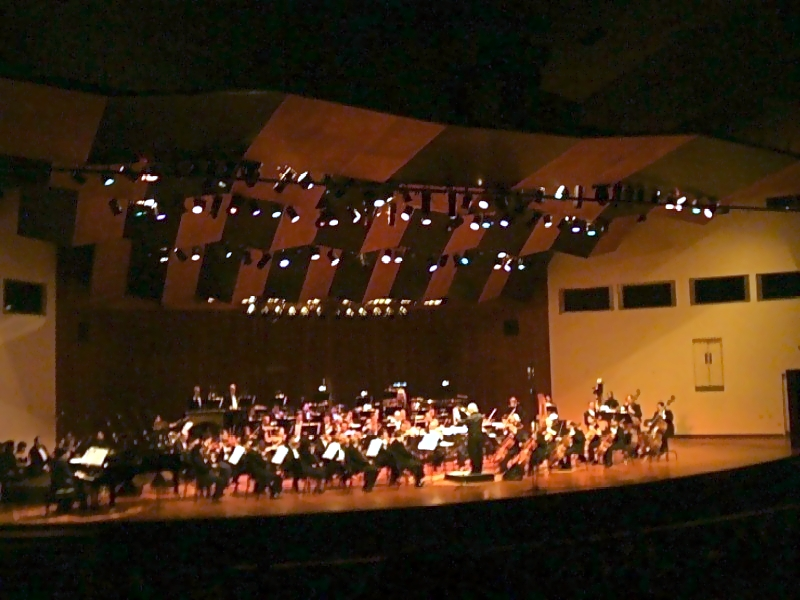
Aldemaro Romero dirigiendo la Orquesta Sinfónica Municipal de Caracas en la celebración del 50 aniversario de Dinner in Caracas.

Aldemaro Romero fue un compositor que fusionó muchos géneros musicales que van desde el jazz, pasando por la música caribeña hasta valses venezolanos y trabajos sinfónicos, lo cual ayudó a modernizar la música tradicional venezolana y de esa manera, creó un estilo que él mismo denominó Onda Nueva.
Durante una convalecencia, Aldemaro Romero, encuentra la inspiración para presentar en el año 1968 su creación de una nueva forma de interpretación de música venezolana, conocida como Onda Nueva, derivada del joropo e influenciada por el jazz y la bossanova brasileña. La idea también surge debido a que, hasta entonces, la música venezolana carecía de movimientos innovadores que la hicieran modernizarse. Cuando Romero presentó esta idea a su amigo, el publicista y músico de origen austríaco, ya desaparecido, Jacques Braunstein, solicitándole su parecer, él respondió que aquello le parecía "una Onda Nueva", lo cual sirvió de identificación al movimiento musical desde ese momento hasta la actualidad. Sin embargo, existe otra versión según la cual el músico Frank Hernández (colaborador de Romero en los años de vigencia del movimiento) señaló que el surgimiento de la Onda Nueva se debió a un encargo realizado por una empresa publicitaria a Romero, que no gustó a esta empresa, aunque sí a los músicos participantes. Según esta otra versión, el resultado fue aplicado por Romero y Hernández a "diferentes tipos de música". Sin embargo Hernández reafirmó el mérito del músico Braunstein, por haber dado el nombre al movimiento musical. En 1970, durante una permanencia en México, Romero hace un convenio con la compañía "Discos Musart" para grabar música mexicana en el estilo de la Onda Nueva respaldando con orquesta a la vocalista chilena Monna Bell. De esta colaboración, surgió el LP "La Onda Nueva en México", el cual no contó con suficiente publicidad al ser boicoteada su distribución por el gobierno mexicano de la época.
Luego de la creación de la Onda Nueva, de 1971 a 1973, para impulsar este género musical Romero creó los Festivales de la Onda Nueva en los que se presentaron destacados músicos y solistas tales como Franck Pourcel, Paul Mauriat, Charlie Byrd, Astor Piazzolla, Juan Gabriel, Armando Manzanero, Consuelo Velázquez, Augusto Alguero, Eliana Pitman, Trini López, Chico Novarro, Helmut Zacharias y Marco Antonio Muñiz, además de artistas venezolanos como Mirla Castellanos, Alfredo Sadel, Carlos Almenar Otero, Carlos Moreán y Henry Stephen. Estos festivales significaron un gran esfuerzo económico (más de un millón de la moneda de ese momento) y organizativo para Aldemaro Romero. Desafortunadamente, estos festivales carecieron de proyección en el exterior, por lo que dejaron de existir, lo que no impidió que Romero siguiera difundiendo hasta donde alcanzaron sus esfuerzos, tanto en Venezuela como en el exterior los temas que había escrito varios años antes, adaptados a este movimiento musical.

### Tambor venezolano
La música afrovenezolana, conocida de forma popular como tambor, es una expresión artística traída por esclavos africanos en la época colonial. Con el tiempo, el ritmo fue perfecciondose, pasando a formar parte del acervo cultural local. Es un lenguaje artístico que se encuentra conectado a un pasado histórico que hasta la fecha es muy practicado por los venezolanos que se encuentran, incluso, fuera del país. 
A través de la Fundación Bigott los distintos ritmos, son extensivamente grabados e investigadas, incluyendo ritmos múltiples como sangueo, fulía y parranda. Los artistas más experimentales de fusión combinan rumba, jazz latino, el joropo, salsa y otras formas de música latinoamericana.
Usualmente, los grupos especializados en el tambor criollo, pueden tocar varios de los ritmos antes mencionados. Entre los artistas más representativos del género, se pueden encontrar los siguientes:
- Tambor Urbano
- Huracán de Fuego
- Un Solo Pueblo

### Tamunangue

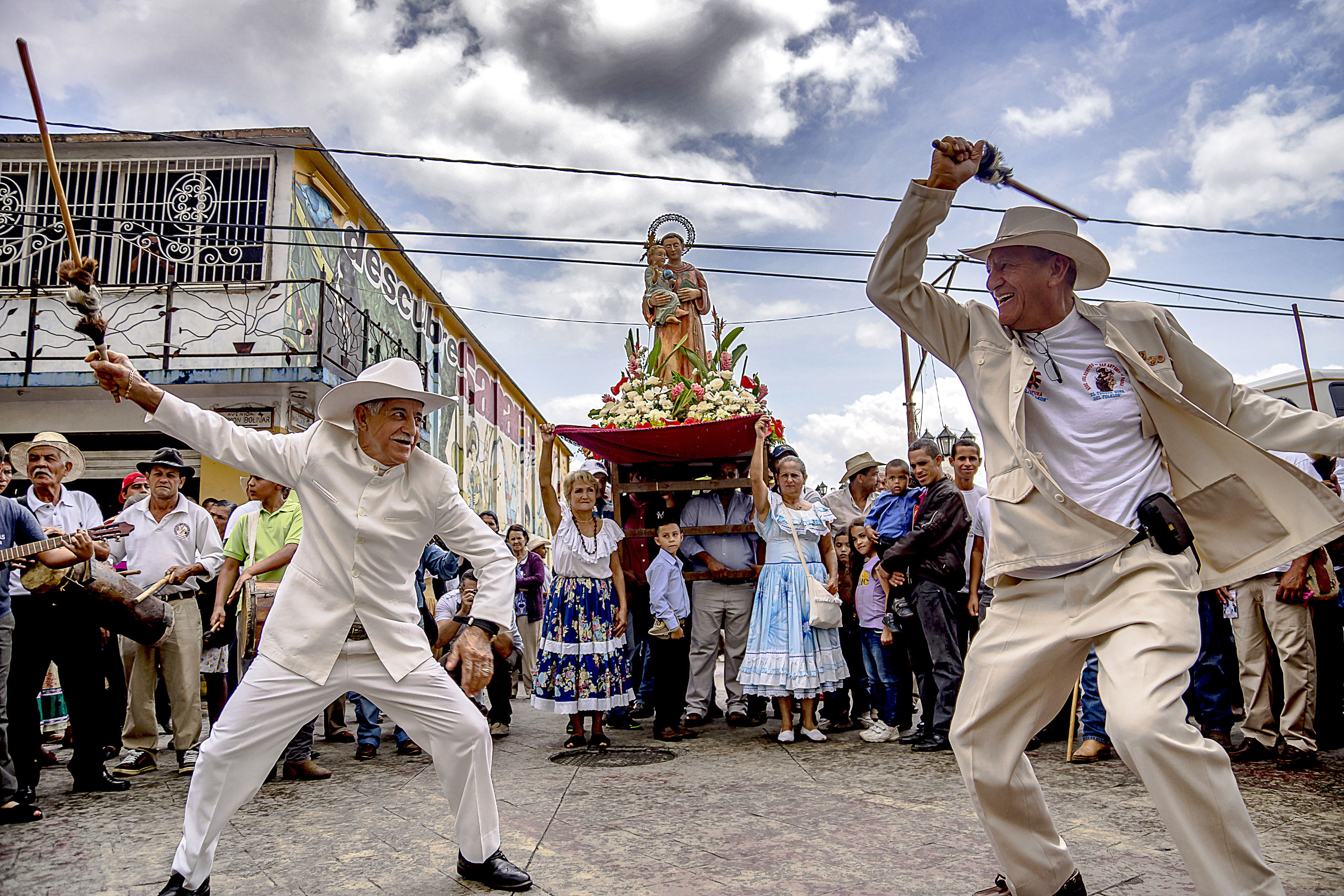
Representación del tamunangue

El tamunangue es una tradición folklórica de Venezuela, específicamente del estado Lara. Sus orígenes se remontan a la época colonial, siendo la unión de tres culturas: la indígena jirajaras, la española y la africana. El tamunangue también se refiere a una danza que por lo general es ejecutada mayoritariamente por dos o tres personas. Está compuesta por siete sones conocidos como el ayiyivamos, la bella, la juruminga, la perrendenga, el poco a poco, el galerón y el seis corrido.

## Música pop y rock

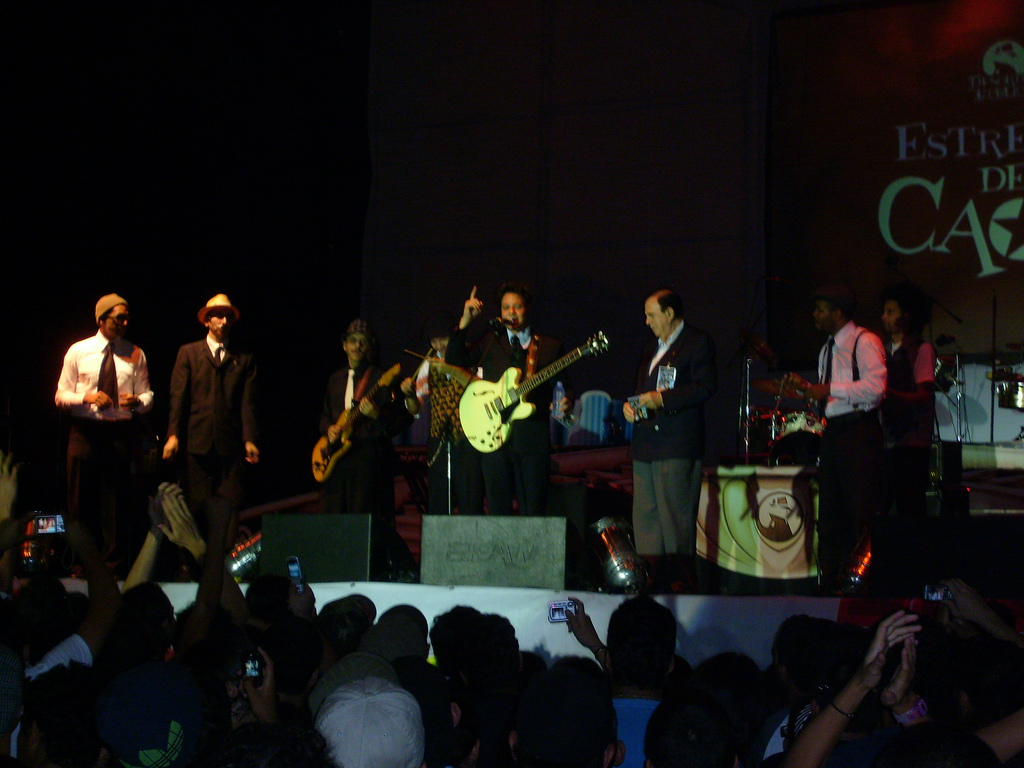
La banda de ska Desorden Público

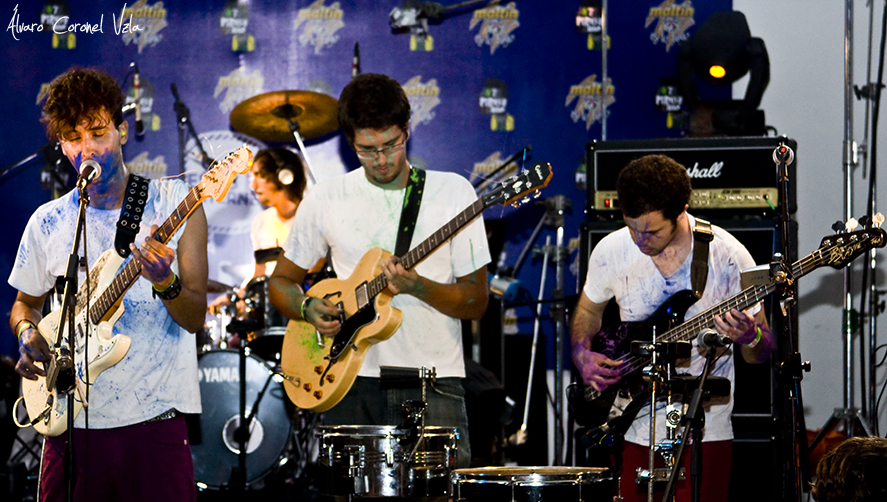
La Vida Bohème, representantes del rock venezolano

La música pop y el rock son también populares, y varias bandas y solistas han tenido éxito en el transcurso de los años. Algunos grupos son las bandas de ska Desorden Público, Guasacaca Zon, en el pop-rock Caramelos de Cianuro, Aditus y Témpano, en el dance y el funk Los Amigos Invisibles y los grupos de rock ahora extintos, pero muy influyentes, Los Thunderbirds, Los Impala, Los Claners, Los 007, Los Darts, La ofrenda de Vytas Brenner, Los Dionys, Azúcar, Cacao y Leche, Syma, Los Memphis, Sentimiento Muerto y Zapato 3. 
Desde principios de la década de 1990, Venezuela celebra anualmente el Festival Nuevas Bandas, un evento clave en la proyección de talentos emergentes dentro del panorama musical del país, especialmente en el género del rock. Este festival ha servido como plataforma para numerosas agrupaciones jóvenes, contribuyendo significativamente al desarrollo de la escena del rock alternativo venezolano.

A partir del año 2010, se ha observado un resurgimiento del interés internacional por esta escena, con el surgimiento de nuevas bandas que han logrado traspasar fronteras. Entre ellas destaca La Vida Bohème, una agrupación que ha captado la atención de la crítica internacional y fue nominada a los Premios Grammy Latinos, consolidándose como una de las exponentes más reconocidas del rock alternativo en Venezuela. De la misma manera, aparece Rawayana, una banda de reggae y pop psicodelico quien en 2025, ganó la categoría de Mejor Álbum Latino de Rock o Alternativo en el premio Grammy.

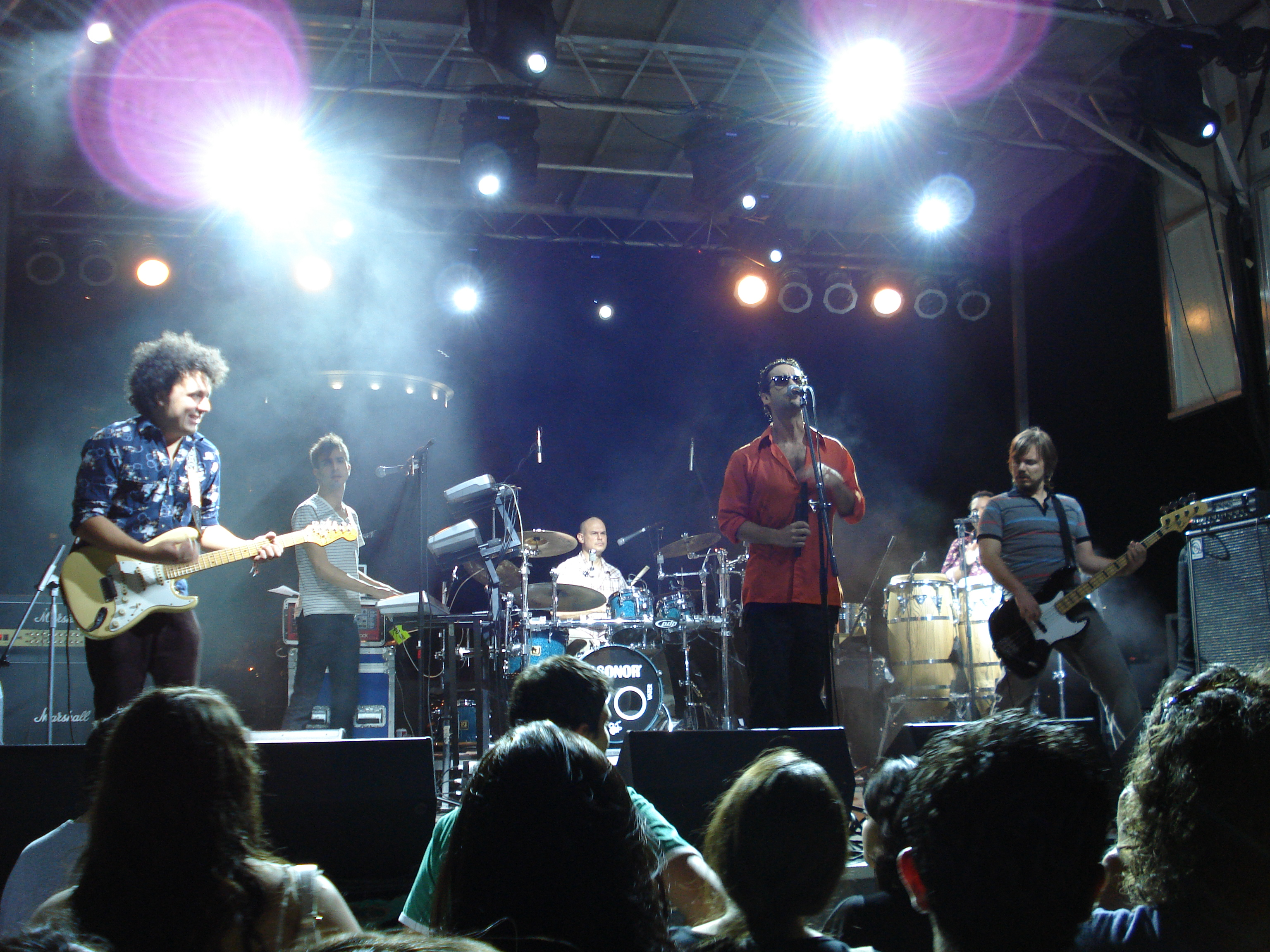
Los Amigos Invisibles, grupo de dance, funk y fusión

En el género del Heavy metal, a finales de los años 1970 y principios de 1980 se inició un poderoso movimiento que perdura hasta nuestros días. Entre las bandas más reconocidas podríamos citar a Resistencia, Grand Bite, Torre de Marfil, Gillman, Tinajas y Krueger entre otros, todo ello sin dejar de mencionar a los míticos Power age de Paul Gillman y Arkangel de Freddy Marshall, considerados como los padres del Heavy Metal en Venezuela y la banda de mayor proyección internacional en este estilo musical.
El movimiento musical contemporáneo ha mostrado diferentes propuestas que han abierto nuevos espacios dentro la música venezolana.
Adicionalmente, entre los solistas se han destacado Melissa («la Reina del Rock») en el new wave, Frank Quintero en el pop, Horacio Blanco y su Desorden Público en el ska, Guillermo Carrasco en el rock alternativo, Aguilar en el synth pop, Agni Mogollón en el soft-rock, Asier Cazalis y Pablo Dagnino en el rock post-punk, Colina en el reggae, Jean Carlo De Oliveira (metal progresivo), Hernán "Eddie" Hermida en el heavy metal y Pablo Manavello en el pop-rock.
Al final de la década de los 70 y principio de los años 80, surge una movida de música electrónica experimental y progresiva mixta liderizada por músicos como Vytas Brenner, Gerry Weill, Ángel Rada, Miguel Noya, José Vinicio Adames, Alvise Sacchi, Luis Levine, Steffano Gramitto, Musikautomatika, Jackie Schriber, Wyzton Borrero, Oksane Linde, Lalo Hernández Díez, La Muy Bestia Pop por nombrar algunos. Este movimiento que se reafirma con el "I Festival de Música Electrónica de Caracas en 1989"y que luego se hace Internacional se extendió a lo  largo de la década de los 90 y hasta la actualidad. Este movimiento original se refuerza y se extiende a nuevos territorios al final de la década de los 90 y comienzo del siglo XXI justo con el conocido Rave de Patanemo organizado alrededor del eclipse solar de febrero de 1998 se extendió por el país. Varios grandes festivales multimedia tomaron lugar, tales como Caracas no Duerme, AX, Petaquire, Dermis Tatú, y Mare Nostrum.

## Música clásica
En la época colonial destaca  el Padre  Sojo quien en 1769 fundó el Oratorio San Felipe Neri, donde se dedicó al cultivo de la música sacra. Alrededor de 1784 fundó la Escuela de Música de Chacao, cercano a Caracas. En esta escuela estudiaron músicos de gran significación en Venezuela a fines del siglo XVIII y principios del XIX como José Ángel Lamas, Juan Meseron, Juan José Landaeta (quien será el autor de la música del Himno Nacional de Venezuela),  Juan Manuel Olivares, Juan de la Cruz Carreño, Caro de Boesi, Cayetano Carreño, Lino Gallardo, entre otros. Por ello se considera al Padre Sojo como el que dio inicio a los estudios musicales en Venezuela.
En la etapa republicana  Venezuela también ha producido compositores clásicos, tales como Atanasio Bello Montero, Teresa Carreño (renombrada pianista de talla mundial), Felipe Larrazábal, Reynaldo Hahn (director de la Opera de París), Augusto Brandt, Prudencio Esaá, Juan Bautista Plaza, Juan Vicente Lecuna, Pedro Elías Gutiérrez, Franco Medina, José Antonio Calcaño, Víctor Guillermo Ramos Rangel, Blanca Estrella, Jose Clemente Laya, Evencio Castellanos, Gonzalo Castellanos Yumar, Inocente Carreño, Modesta Bor, Ángel Sauce, Nazil Baez Finol, Daniel Milano, Rafael Rengifo, Moisés Moleiro, José Antonio Abreu, Josefina Benedetti, Luis Morales Bance, Antonio Estévez, y Vicente Emilio Sojo ( fundador de la Orquesta Sinfónica de Venezuela conocido por sus contribuciones a la musicología y la educación musical). Roberto Ruscitti siguió los pasos de Sojo. Entre los cultores del vals venezolano se encuentra Antonio Lauro, compositor e intérprete de obras para la guitarra al igual que Raúl Borges, Alirio Díaz, Rodrigo Riera, Rubén Riera, Luis Zea, Humberto Bruni,  Luis Quintero y Rómulo Lazarde.
En 1954 Caracas fue la sede del I Festival de Música Latinoamericana donde se escuchó el estreno mundial de la Sinfonía India, de Carlos Chávez; la Cantata Criolla, de Antonio Estévez; las Bachianas N° 5 para soprano y cellos, de Heitor Villa-Lobos.
Venezuela alberga una red nacional de conservatorios y escuelas de música. También hay escuelas e institutos privados donde destaca el Colegio Emil Friedman de Caracas. Entre los institutos de estudios superiores en música o que tienen un departamento de música se encuentran la Universidad Nacional Experimental de las Artes, cuyo departamento de música es el antiguo Instituto Universitario de Estudios Musicales; la Universidad Central de Venezuela, que otorga diplomados en interpretación musical y posgrados en musicología, incluyendo doctorados; la Universidad Simón Bolívar, cuyo departamento de música otorga el grado de Magíster en Música en diversas áreas (Composición, dirección orquestal, dirección coral y educación musical), la Universidad de los Andes y desde 2011 la Universidad Centroccidental Lisandro Alvarado, la cual otorga una Licenciatura en Música gracias al convenio con el Conservatorio Vicente Emilio Sojo.

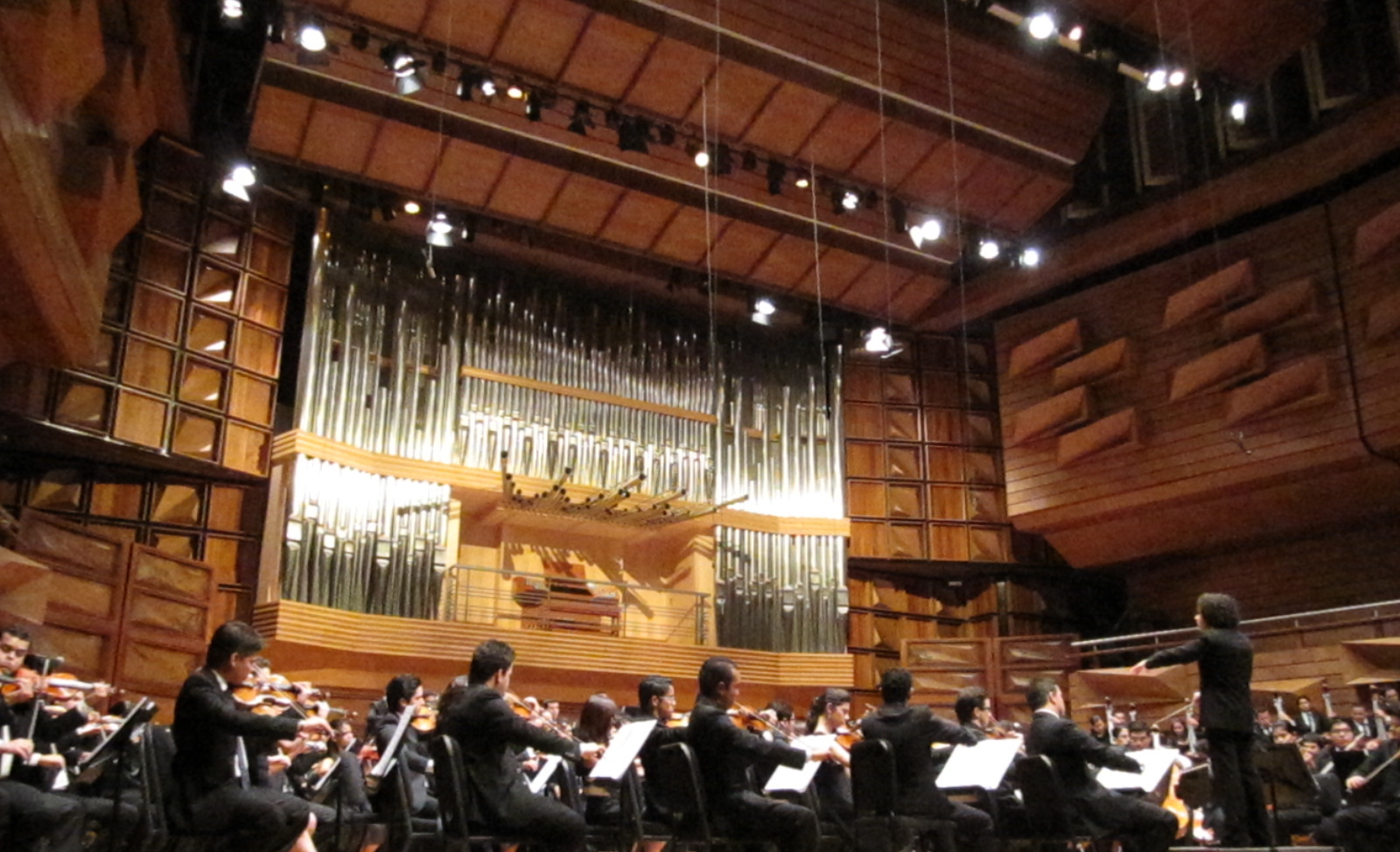
Gustavo Dudamel, concierto en el Centro Nacional de Acción Social para la Música en Caracas

A partir de los años sesenta con la llegada del compositor greco-venezolano Yannis Ioannidis y la creación del Instituto de Fonología por el maestro Antonio Estévez, la composición musical tiene un gran desarrollo y se da inicio a la música contemporánea. Entre los más destacados exponentes de este tipo de música se encuentran: Alfredo del Mónaco, Servio Tulio Marín, Miguel Noya, Chelique Sarabia, Antonio Mastrogiovanni, Eduardo Kusnir, Alfredo Marcano Adrianza, Emilio Mendoza, Beatriz Lockhart, Miguel Ángel Fuster, Juan Carlos Núñez, Diana Arismendi, Domingo Hindoyan, Eduardo Marturet (quién es sobre todo un director de orquesta internacional), Alfredo Rugeles, Adina Izarra, Adrián Suárez, Federico Ruiz, Hildegard Holland y Ricardo Teruel, entre otros.
El Sistema de Orquestas Juveniles e Infantiles de Venezuela es una obra del Estado venezolano fundada por el maestro José Antonio Abreu, en el año de 1975, para la sistematización de la instrucción y la práctica colectiva de la música a través de la orquesta sinfónica y el coro como instrumentos de organización social y desarrollo comunitario. Conocido también como El Sistema, comprende una red de 120 orquestas juveniles y 60 orquestas infantiles, con un número de aproximadamente 350.000 jóvenes dedicados a la música. Entre los instituciones educativas  adscritas al sistema están el Conservatorio Simón Bolívar y la  Academia Latinoamericana del Violín.

## Músicos venezolanos

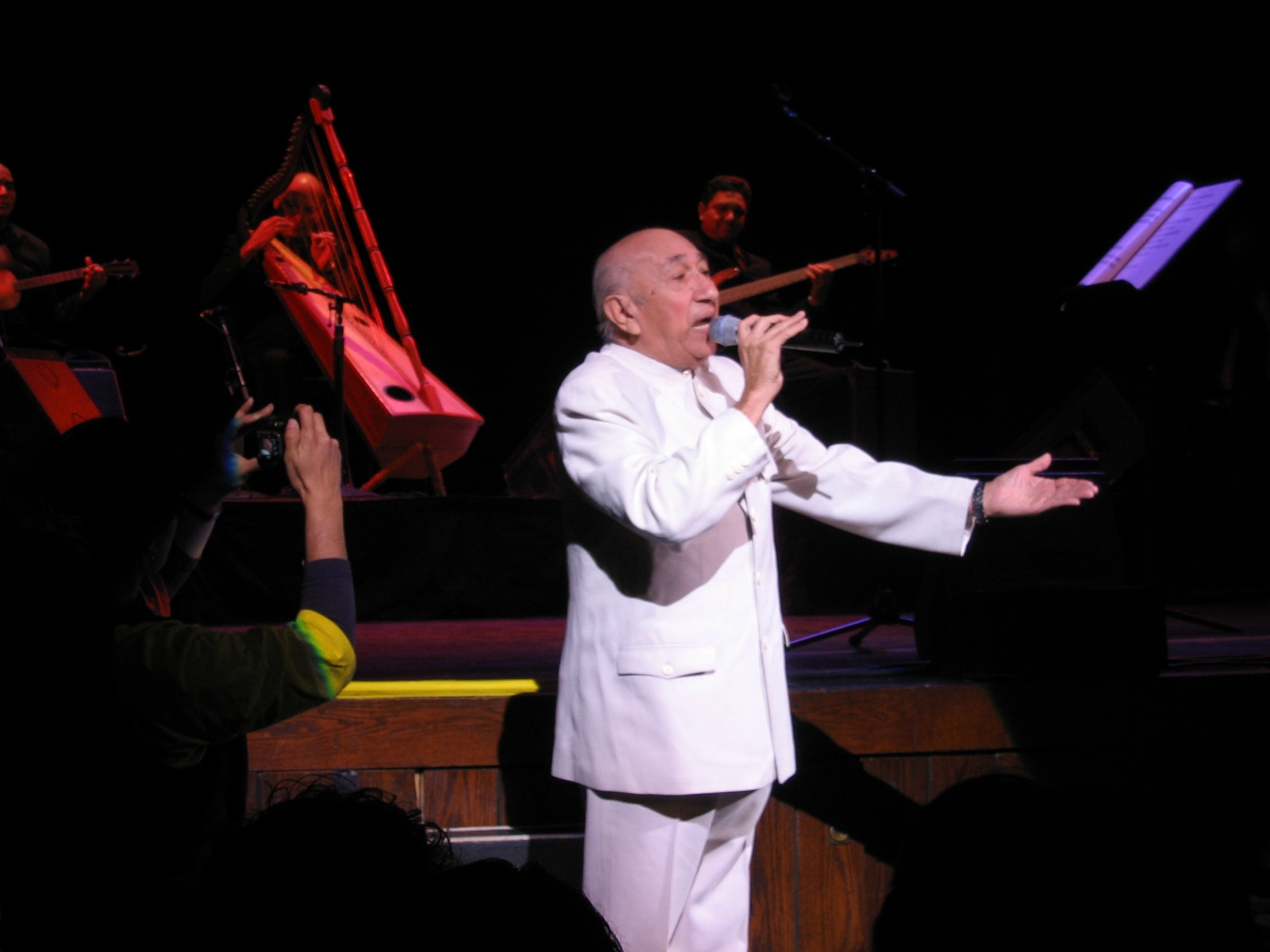
El cantautor venezolano Simón Díaz, uno de los mayores exponentes de la música tradicional venezolana.

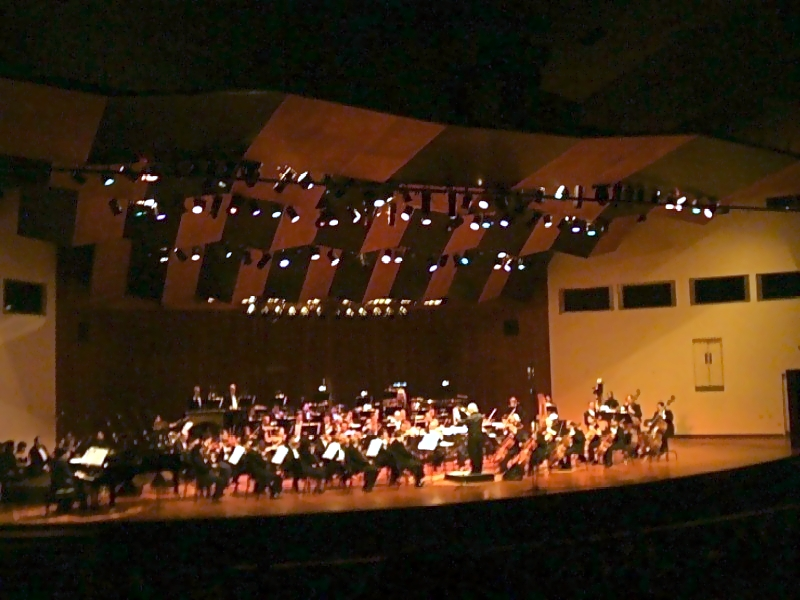
Aldemaro Romero dirigiendo la Orquesta Sinfónica Municipal de Caracas en la celebración del 50 aniversario del disco Dinner in Caracas.

Pedro Elías Gutiérrez es el compositor de la zarzuela Alma Llanera con textos de Rafael Bolívar Coronado estrenada el 19 de septiembre de 1914 en el Teatro Municipal de Caracas. El tema musical homónimo Alma Llanera es hoy considerado como el segundo himno de Venezuela.
Juana María de la Concepción, conocida comúnmente como Conny Méndez, nació el 11 de abril de 1898 en Caracas. Fue una compositora, cantante, escritora, caricaturista y actriz que produjo más de 40 composiciones, como por ejemplo: Yo soy venezolana, Chucho y Ceferina, La Negrita Marisol, Venezuela habla cantando, entre muchas otras.

## Escuelas y Academias
- Escuela de Música de la Universidad de Los Andes.
- Universidad Nacional Experimental de las Artes.
- Academia Latinoamericana del Violín.
- Fundación de Etnomusicología y Folklore (FUNDEF).
- Conservatorio Nacional de Música Juan José Landaeta.
- Categoría:Sistema Nacional de Orquestas y Coros Juveniles e Infantiles de Venezuela.
- Conservatorio de Música de Carabobo (CONSERMUCA).